# میشائل کون
مایکل کوهن (انگلیسی: Michael Kühn؛ زادهٔ ۶ مهٔ ۱۹۶۳) بازیکن فوتبال اهل آلمان است.
از باشگاه‌هایی که در آن بازی کرده‌است می‌توان به باشگاه فوتبال بوخوم اشاره کرد.